# Llista de monarques de Polònia
Polònia ha estat dirigida per ducs (v.962 - 1025, 1032 - 1076, 1079 - 1295, 1296 - 1300 i 1306 - 1320) i dels reis (1025 - 1032, 1076 - 1079, 1295 - 1296, 1300 - 1305 i 1320 - 1795). Les dinasties poloneses més conegudes són les dels Piast (v.962 - 1370) i dels Jagelló (1386 - 1572), els altres monarques van ser sovint sobirans de països veïns o prínceps procedents de dinasties estrangeres. La reialesa polonesa es va acabar amb el tercer repartiment (1795). El renaixement de Polònia el 1918 s'ha realitzat sota la forma d'una república.

## Dinastia Piast(?–1138)
- Siemovit, duc llegendari
- Leszek, duc llegendari
- Siemomysł, duc llegendari
- ~960 - 992: Miecislau I (Mieszko I), primer duc històric
- 992 - 1025: Boleslau I el Valent (Bolesław I Chrobry), rei el 1025
- 1025- 1031: Miecislau II Lambert (Mieszko II Lambert), rei
- 1031- 1032: Bezprym
- 1032- 1034: Miecislau II Lambert, duc
- 1039 - 1058: Casimir I el Restaurador (Kazimierz I Odnowiciel)
- 1058- 1079: Boleslau II l'Atrevit (Bolesław II Szczodry), rei (1076 - 1079), destituït
- 1079- 1102: Ladislau Herman (Władysław Herman)
- 1102- 1107: Zbigniew de Polònia i Boleslau III el Bocatorta (Bolesław III Krzywousty), poder compartit
- 1107- 1138: Boleslau III el Bocatorta (Bolesław III Krzywousty)

## Desmembrament territorial (1138-1306)
Nota: en principi, el gran dels representants virils de la dinastia rep l'autoritat suprema (porta el títol de princeps o senior) i hereta la ciutat reial de Cracòvia.
- 1138 - 1146: Ladislau II l'Exiliat (Władysław II Wygnaniec), desterrat pels seus germans
- 1146- 1173: Boleslau IV l'Arrissat (Bolesław IV Kędzierzawy)
- 1173- 1177: Miecislau III el Vell (Mieszko III Stary)
- 1177- 1194: Casimir II el Just (Kazimierz II Sprawiedliwy)
- 1194- 1202: Miecislau III el Vell (Mieszko III Stary) i Leszek I el Blanc (Leszek I Biały)
- 1202- 1206: Ladislau III el Camaprim (Władysław III Laskonogi)
- 1206- 1210: Leszek I el Blanc (Leszek I Biały)
- 1210- 1211: Miecislau IV el Camatort (Mieszko IV Plątonogi)
- 1211- 1227: Leszek I el Blanc (Leszek I Biały)
- 1228 - 1229: Ladislau III el Camaprim (Władysław III Laskonogi)
- 1229- 1232: Conrad I de Masòvia (Konrad I Mazowiecki)
- 1232- 1238: Enric I el Barbut (Henryk I Brodaty)
- 1238- 1241: Enric II el Pietós (Henryk II Pobożny)
- 1241- 1243: Conrad I de Masòvia (Konrad I Mazowiecki)
- 1243- 1279: Boleslau V el Púdic (Bolesław V Wstydliwy)
- 1279- 1288: Leszek II el Negre (Leszek II Czarny)
- 1288- 1290: Enric IV el Just (Henryk IV Probus)
- 1295 - 1296: Premislau II (Przemysł II), duc de Poznań (des de 1273), duc de Gran Polònia (des de 1279), duc de Cracòvia (1290 - 1291), duc de Pomerània (des de 1294), rei de Polònia (1295 - 1296)

## Premíslida
- 1300 - 1305: Venceslau I (Wacław I) rei de Bohèmia (1291 - 1305), rei de Polònia (1300 - 1305)
- 1305- 1306: Venceslau II, rei de Bohèmia i d'Hongria (Wacław II) (1305 - 1306), assassinat abans de la seva coronació

## Reunificació sota ladinastia Piast(1306-1370)
- 1306- 1333: Ladislau el Breu (Władysław IV Łokietek), duc Ladislau IV (1306 - 1320), rei de Polònia (1320 - 1333)
- 1333- 1370: Casimir III el Gran (Kazimierz III Wielki)

## Primera Dinastia Capet d'Anjou-Sicília"dinastia Angevina" (1370-1399)
- 1370- 1382: Lluís I d'Hongria (Ludwik Węgierski)
- 1384 - 1399: Eduvigis (Jadwiga), porta el títol de reina (a partir de 1386, regna amb el seu marit)

## DinastiaJagelló(1386-1572)
- 1386 - 1434: Ladislau II Jagelló (Władysław II Jagiełło), regna amb la seva muller Eduvigis fins al 1399
- 1434- 1444: Ladislau III de Varna (Władysław III Warneńczyk),
- 1447- 1492: Casimir IV Jagelló (Kazimierz IV Jagiellończyk)
- 1492- 1501: Joan I (Jan I Olbracht)
- 1501- 1506: Alexandre Jagelló (Aleksander Jagiellończyk)
- 1506- 1548: Segimon I Jagelló el Vell (Zygmunt I Stary)
- 1548- 1572: Segimon II August (Zygmunt II August)

## Reis elegits (1572-1795)
Dinastia Valois 
 Dynastia Walezych (1572 - 1574)
- 1572- 1574: Enric IV de Valois (Henryk IV Walezy), abandona el tron polonès per ser coronat rei de França (Enric III de França)

Dinastia Bathory (1576 - 1586)
- 1576 - 1586: Esteve Bathory (Stefan Batory)

Dinastia Vasa (1587 - 1668)
- 1587 - 1632: Segimon III Vasa (Zygmunt III Waza)
- 1632- 1648: Ladislau IV Vasa (Władysław VII Waza)
- 1648- 1668: Joan Casimir Vasa (Jan II Kazimierz Waza), també anomenat Casimir V

Noblesa polonesa (1669 - 1696)
- 1669 - 1673: Miquel Korybut Wisniowiecki (Michał Korybut Wiśniowiecki)
- 1674 - 1696: Joan III Sobieski (Jan III Sobieski)

Casa de Wettin (1697 - 1706, 1709 - 1763)
- 1697 - 1706, 1709 - 1733: August II el Fort (August II Mocny), també conegut com a Frederic-August
- 1733- 1763: August III el Saxó (August III)

Guerra de successió al tron de Polònia (1733 - 1738)
Noblesa polonesa (1706 - 1795)
- 1706 - 1709, 1733 - 1736: Estanislau Leszczyński (Stanisław Leszczyński)
- 1764 - 1795: Estanislau II de Polònia (Stanisław August Poniatowski), abdicació el 1795